# خورشیدی (سرده)
کلیویا(نام علمی: Clivia) نام یک سرده از تیره نرگسیان است.